# Amtsbezirk Sdorren
Der Amtsbezirk Sdorren war ein preußischer Amtsbezirk im Kreis Johannisburg (Regierungsbezirk Gumbinnen, ab 1905 Regierungsbezirk Allenstein) in der Provinz Ostpreußen, der am 8. April 1874 gegründet wurde. Der Amtsbezirk wurde am 15. November 1938 in Amtsbezirk Dorren umbenannt.
Dem Amtsbezirk mit Sitz in Sdorren (ab 1938 Dorren) gehörten neun Dörfer an.
| Name            | Geänderter Name 1938 bis 1945 | Polnischer Name     |
| --------------- | ----------------------------- | ------------------- |
| Adlig Kessel    |                               | Kociołek Szlachecki |
| Bilitzen        | Waldenfried                   | Bielice             |
| Groß Zechen     |                               | Szczechy Wielkie    |
| Klein Zechen    |                               | Szczechy Małe       |
| Pilchen         |                               | Pilchy              |
| Rostken         |                               | Rostki              |
| Sdorren         | Dorren                        | Zdory               |
| Spirdingswerder |                               | Szeroki Ostrów      |
| Trzonken        | Mövenau                       | Trzonki             |